# Collège néerlandais

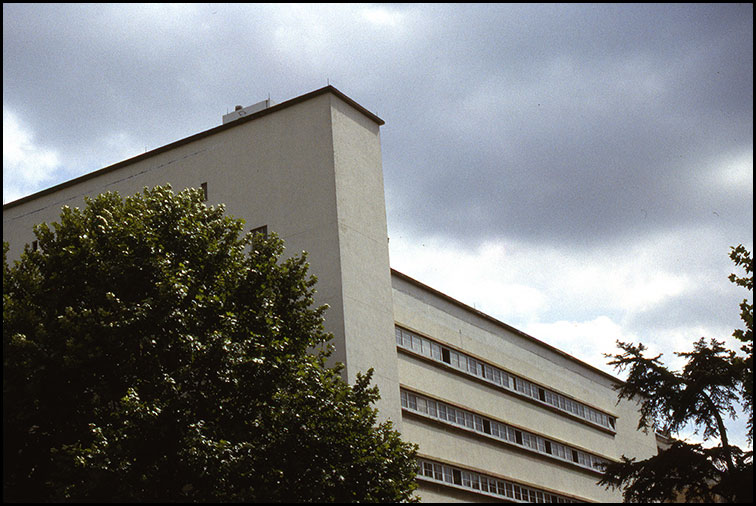
Le Collège néerlandais

Le Collège néerlandais est l'une des quarante maisons de la Cité internationale universitaire de Paris. 

## Histoire
Construit de 1929 à 1938 par l'architecte néerlandais Willem Marinus Dudok, il est inauguré le 2 décembre 1938 en présence du président de la République française Albert Lebrun et du ministre de l'Education nationale Jean Zay ; la princesse Juliana, absente, est représentée par le grand chambellan de sa maison, le baron de Burmania Rengers. 
Sa construction fut possible grâce au mécénat d'Abraham Preyer, collectionneur et marchand d'art, qui donne en 1926 une somme importante pour la construction du pavillon en mémoire de son fils Arthur Preyer, lieutenant dans l'aviation américaine mort en Italie le 18 août 1918 pendant la Première Guerre mondiale. Le comité de fondation est présidé par le Jonkheer John Loudon, alors ministre plénipotentiaire des Pays-Bas à Paris. 
Le bâtiment est constitué de quatre ailes principales : l'aile Nord est réservée au logement des garçons, l'aile Ouest au logement des filles, l'aile Est doit abriter la salle des fêtes, un centre d'études néerlandaises et des ateliers d'artistes, l'aile Sud est destinée aux logements de fonction. Dans la ligne de l'architecture moderniste néerlandaises, Dudok conçoit un bâtiment fonctionnel et aéré, éclairé par de larges fenêtres en bandeau et des baies horizontales sur les façades de l'aile Est. Cependant, faute de crédits suffisants, le programme est modifié en cours de chantier ; le bâtiment reste inachevé  et le centre d'études néerlandaises ne voit pas le jour. Après l'inauguration, trois chantiers complémentaires sont entrepris : l'achèvement des cinquième, sixième et septième étages en 1939, la transformation des espaces prévus pour le centre d'études en logements pour les étudiants en 1945 et la transformation d'une terrasse de l'aile Sud en chambres au début des années 1950.  
Juliana des Pays-Bas visite le Collège néerlandais à deux reprises : le 25 juin 1931, en tant que princesse héritière, et le 25 mai 1950 en tant que souveraine. 
Le bâtiment est inscrit à l'inventaire supplémentaire des monuments historiques en 1998 puis classé Monument historique en 2005. Il fait l'objet d'une rénovation totale entre 2011 et 2016, menée par l'Architecte en chef des monuments historiques Hervé Baptiste et les architectes du patrimoine Radu Médréa et Marc Férauge. La cérémonie de réouverture a lieu le 17 mai 2016 en présence de Thierry Mandon, secrétaire d'État à l'Enseignement supérieur et à la Recherche, et de Jet Bussemaker, ministre de l'Education, de la Culture et de la Science des Pays-Bas,.

## Résidents notables
- Farah Pahlavi
- Michèle Cotta
- Fouad Laroui
- Patrice Zagré, collaborateur de Thomas Sankara, assassiné à ses côtés le 15 octobre 1987.
- Michel Sanouillet et son épouse Anne Sanouillet.
- Jan-Willem Duyvendak
- Eross Gabor
- Joke K. Hermsen
- Hubert Pernot

## Liste des directeurs
- Frans Vreede, 1929-1938.
- Walter Van Wijk (1887-1961), de 1938 à 1952.
- Willem Merkus (1917-1980), de 1952 à 1977.
- Rodolphe Gambino (1924-2017), intérim de 1977 à 1980, puis directeur de 1980 à 1987.
- Alain Le Gallo, de 1987 à 1996.
- Marie-Christine Lemardeley, de 1996 à 2005.
- Xavier Perrot, de 2005 à 2007.
- Fabien Oppermann, de 2009 à 2019.
- Sonja Janmaat, depuis 2019.